# 74 Галатеја
74 Галатеја (лат. 74 Galatea) је астероид главног астероидног појаса са пречником од приближно 118,71 km.
Афел астероида је на удаљености од 3,445 астрономских јединица (АЈ) од Сунца, а перихел на 2,107 АЈ.
Ексцентрицитет орбите износи 0,240, инклинација (нагиб) орбите у односу на раван еклиптике 4,077 степени, а орбитални период износи 1689,662 дана (4,626 године).
Апсолутна магнитуда астероида је 8,66 а геометријски албедо 0,043.
Астероид је откривен 29. августа 1862. године.